# Zones humides de l'Étang de Léon
Zones humides de l'Étang de Léon este o arie protejată (sit de importanță comunitară — SCI) din Franța întinsă pe o suprafață de 1.598 ha, integral pe uscat.

## Localizare
Centrul sitului Zones humides de l'Étang de Léon este situat la coordonatele 43°53′01″N 1°22′45″W / 43.88352°N 1.37917°V.

## Înființare
Situl Zones humides de l'Étang de Léon a fost declarat arie specială de conservare în baza directivei 92/43 din 1992 referitoare la conservarea habitatelor naturale și a faunei și florei sălbatice pentru a proteja 1 specie de plante și 10 specii de animale.

## Biodiversitate
Situată în ecoregiunea atlantică, aria protejată conține 19 habitate naturale: Pajiști umede atlantice temperate cu Erica ciliaris și Erica tetralix, Depresiuni pe substraturi de turbă de Rhynchosporion, Depresiuni intradunale umede, Ape puternic oligomezotrofe cu vegetație bentonică cu Chara spp., Dune împădurite din regiunile atlantică, continentală și boreală, Lacuri eutrofice naturale cu vegetație de tip Magnopotamion sau Hydrocharition, Lacuri și iazuri distrofice naturale, Cursuri de apă de la nivel de câmpie la nivel montan, cu vegetație Ranunculion fluitantis și Callitricho-Batrachion, Pajiști cu Molinia pe soluri calcaroase, turboase sau argilos-nămoloase (Molinion caeruleae), Turbării active, Ape oligotrofe din câmpii nisipoase, cu un conținut foarte redus de minerale (Littorelletalia uniflorae), Ape stătătoare oligotrofe până la mezotrofe, cu vegetație de Littorelletea uniflorae și/sau de Isoëto-Nanojuncetea, Pajiști uscate europene, Mlaștini calcaroase cu Cladium mariscus și specii de Caricion davallianae, Păduri acidofile de stejar bătrân cu Quercus robur pe câmpii nisipoase, Liziere de ierburi înalte hidrofile de câmpie și de nivel montan până la alpin, Păduri aluvionare cu Alnus glutinosa și Fraxinus excelsior (Alno-Padion, Alnion incanae, Salicion albae), Mlaștini turboase de tranziție și turbării mișcătoare, Mlaștini oligotrofe degradate, capabile încă de regenerare naturală.
La baza desemnării sitului se află mai multe specii protejate:
- plante (1): Luronium natans
- mamifere (3): vidră de râu (Lutra lutra), nurcă (Mustela lutreola), liliacul mare cu potcoavă (Rhinolophus ferrumequinum)
- nevertebrate (4): Coenagrion mercuriale, Coenonympha oedippus, rădașcă (Lucanus cervus), Oxygastra curtisii
- pești (2): cicar (Lampetra planeri), Petromyzon marinus
- reptile (1): țestoasa de baltă (Emys orbicularis)

Pe lângă speciile protejate, pe teritoriul sitului au mai fost identificate 2 specii de păsări, 2 specii de amfibieni, 3 specii de mamifere, 2 specii de reptile.